# Aulnay-la-Rivière
Pour les articles homonymes, voir Aulnay et Rivière (homonymie).
Aulnay-la-Rivière (à prononcer ɔnɛ, le 'l' étant muet) est une commune française située dans le département du Loiret en région Centre-Val de Loire.

## Géographie

### Localisation

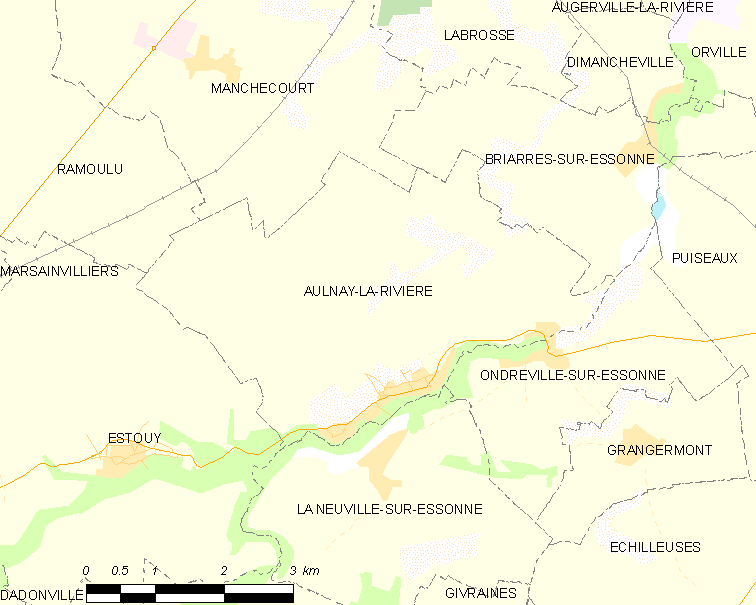
Carte de la commune d'Aulnay-la-Rivière et des communes limitrophes.

La commune d'Aulnay-la-Rivière se trouve dans le quadrant nord du département du Loiret, dans la région agricole du Gâtinais riche et l'aire urbaine de Paris.  À vol d'oiseau, elle se situe à 47,8 km  d'Orléans, préfecture du département, à 9,4 km de Pithiviers, sous-préfecture, et à 7,0 km de Puiseaux, ancien chef-lieu du canton dont dépendait la commune avant mars 2015. La commune fait partie du bassin de vie de Puiseaux.
Les communes les plus proches sont : La Neuville-sur-Essonne (1 km), Ondreville-sur-Essonne (2,2 km), Grangermont (3,5 km), Estouy (4,1 km), Briarres-sur-Essonne (5 km), Givraines (5,3 km), Labrosse (5,4 km), Manchecourt (5,6 km), Dimancheville (5,8 km) et Échilleuses (5,8 km).
| Ramoulu | Le Malesherbois         | Briarres-sur-Essonne   |
| Estouy  | Aulnay-la-Rivière       |                        |
|         | La Neuville-sur-Essonne | Ondreville-sur-Essonne |

### Géologie et relief

#### Géologie
La commune se situe dans le sud du Bassin parisien, le plus grand des trois bassins sédimentaires français. Cette vaste dépression, occupée dans le passé par des mers peu profondes et des lacs, a été comblée, au fur et à mesure que son socle s’affaissait, par des sables et des argiles, issus de l’érosion des reliefs alentours, ainsi que des calcaires d’origine biologique, formant ainsi une succession de couches géologiques.
Les couches affleurantes sur le territoire communal sont constituées de formations superficielles du Quaternaire et de roches sédimentaires datant du Cénozoïque, l'ère géologique la plus récente sur l'échelle des temps géologiques, débutant il y a 66 millions d'années. Les plus anciennes sont du calcaire d'Étampes remontant à l’époque Oligocène de la période Paléogène. Les plus récentes sont des alluvions récentes des lits mineurs remontant à l’époque Holocène de la période Quaternaire. Le descriptif de ces couches est détaillé dans  la feuille « n°328 - Pithiviers » de la carte géologique au 1/50 000e du département du Loiret, et sa notice associée.

Carte géologique de la commune

|  | Fz : | alluvions récentes des lits mineurs, Holocène |

|  | qCM : | colluvions marneuses de versant, Quaternaires |
|  | qOE : | Limons et Loess, Quaternaire                  |

|  | m1CPi : | calcaire de Pithiviers, Aquitanien |
|  | m1MGa : | molasse du Gâtinais, Aquitanien    |

|  | g1CEt : | calcaire d'Étampes, Stampien supérieur |

#### Relief
La superficie cadastrale de la commune publiée par l’Insee, qui sert de références dans toutes les statistiques, est de 16,14 km2,. La superficie géographique, issue de la BD Topo, composante du Référentiel à grande échelle produit par l'IGN, est quant à elle de 16,23 km2. L'altitude du territoire varie entre 82 m et 137 m.

### Hydrographie
La commune est située à 9 km à l'ouest de Puiseaux et à 10 km à l'est de Pithiviers, sur l'Essonne, à la confluence de la Rimarde et de l'Œuf.

### Lieux-dits et écarts
Bouffault, Courcelette, Échainvilliers, Farault, Chilveau, Villereau, la Barde.

### Climat
Pour des articles plus généraux, voir Climat du Centre-Val de Loire et Climat du Loiret.
En 2010, le climat de la commune est de type climat océanique dégradé des plaines du Centre et du Nord, selon une étude du CNRS s'appuyant sur une série de données couvrant la période 1971-2000. En 2020, Météo-France publie une typologie des climats de la France métropolitaine dans laquelle la commune est exposée à un climat océanique altéré et est dans la région climatique Sud-ouest du bassin Parisien, caractérisée par une faible pluviométrie, notamment au printemps (120 à 150 mm) et un hiver froid (3,5 °C).
Pour la période 1971-2000, la température annuelle moyenne est de 11 °C, avec une amplitude thermique annuelle de 15,4 °C. Le cumul annuel moyen de précipitations est de 671 mm, avec 10,6 jours de précipitations en janvier et 7,4 jours en juillet. Pour la période 1991-2020, la température moyenne annuelle observée sur la station météorologique de Météo-France la plus proche, sur la commune de Boigneville à 16 km à vol d'oiseau, est de 11,5 °C et le cumul annuel moyen de précipitations est de 615,6 mm,. Pour l'avenir, les paramètres climatiques de la commune estimés pour 2050 selon différents scénarios d'émission de gaz à effet de serre sont consultables sur un site dédié publié par Météo-France en novembre 2022.

### Milieux naturels et biodiversité

#### Zones nationales d'intérêt écologique, faunistique et floristique

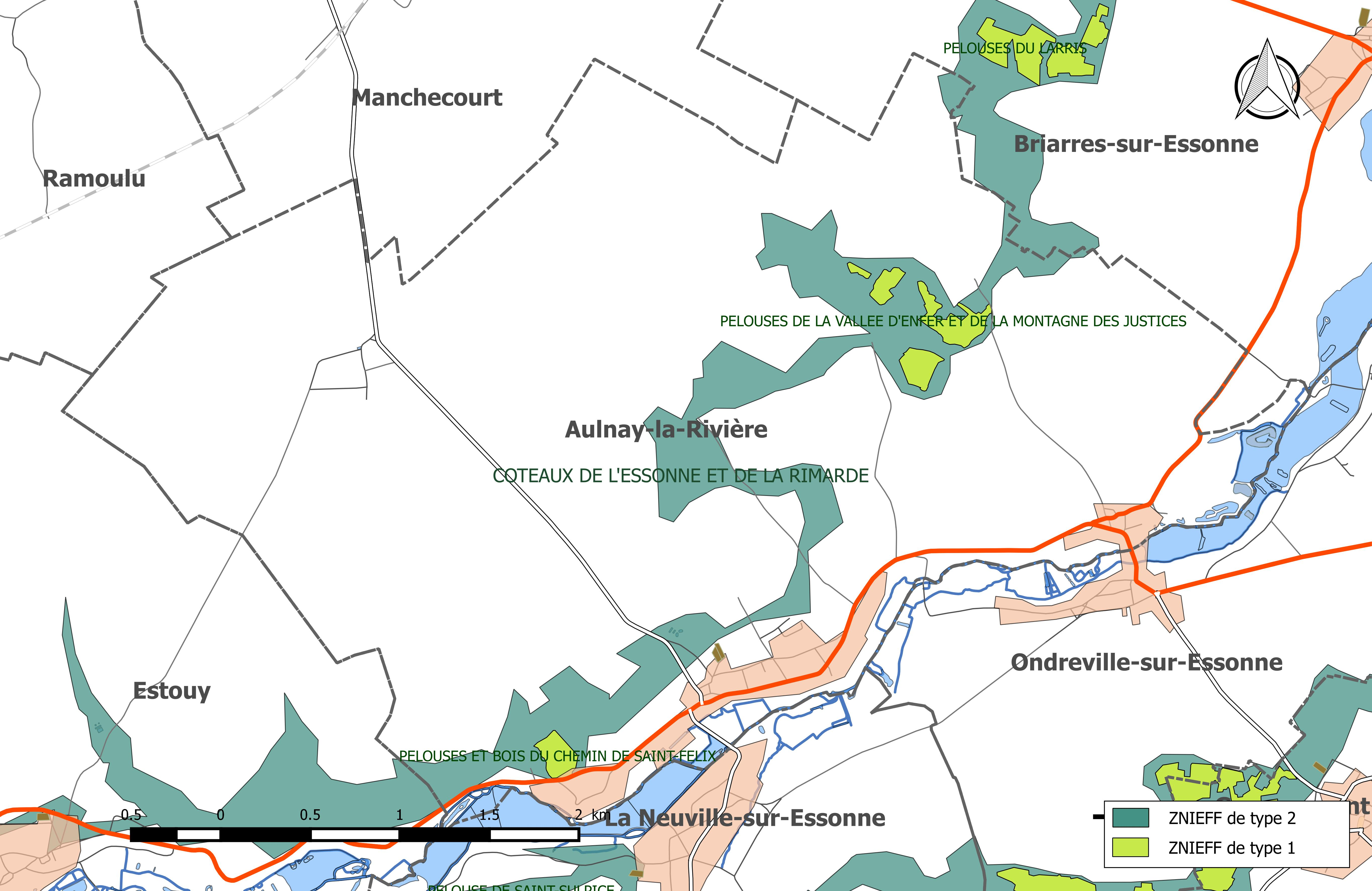
Carte des ZNIEFF de la commune et de ses abords.

L’inventaire des zones naturelles d'intérêt écologique, faunistique et floristique (ZNIEFF) a pour objectif de réaliser une couverture des zones les plus intéressantes sur le plan écologique, essentiellement dans la perspective d’améliorer la connaissance du patrimoine naturel national et de fournir aux différents décideurs un outil d’aide à la prise en compte de l’environnement dans l’aménagement du territoire. Le territoire communal d'Aulnay-la-Rivière comprend trois ZNIEFF.
La ZNIEFF, de deuxième génération et de type 2, dénommée « Coteaux de l'Essonne et de la Rimarde », d'une superficie de 1 812 hectares, s'étend sur 18 communes, dont Aulnay-la-Rivière dans la partie centrale de son territoire. Son altitude varie entre 90 et 140 m. Les coteaux de l'Essonne et de la Rimarde sont un des espaces les plus intéressants du Loiret sur le plan biologique et écologique et géologique, tant pour les habitats naturels et les espèces d'intérêt patrimonial qu'ils abritent que pour le rôle fonctionnel qu'ils jouent. Les éléments singuliers et typiques de la flore sont notamment l'aster amelle (station très localisée), le carex de Haller, le lin de Léon, la violette des rochers ou encore le petit pigamon.

Sélection de représentants de la flore de la ZNIEFF « Coteaux de l'Essonne et de la Rimarde ».
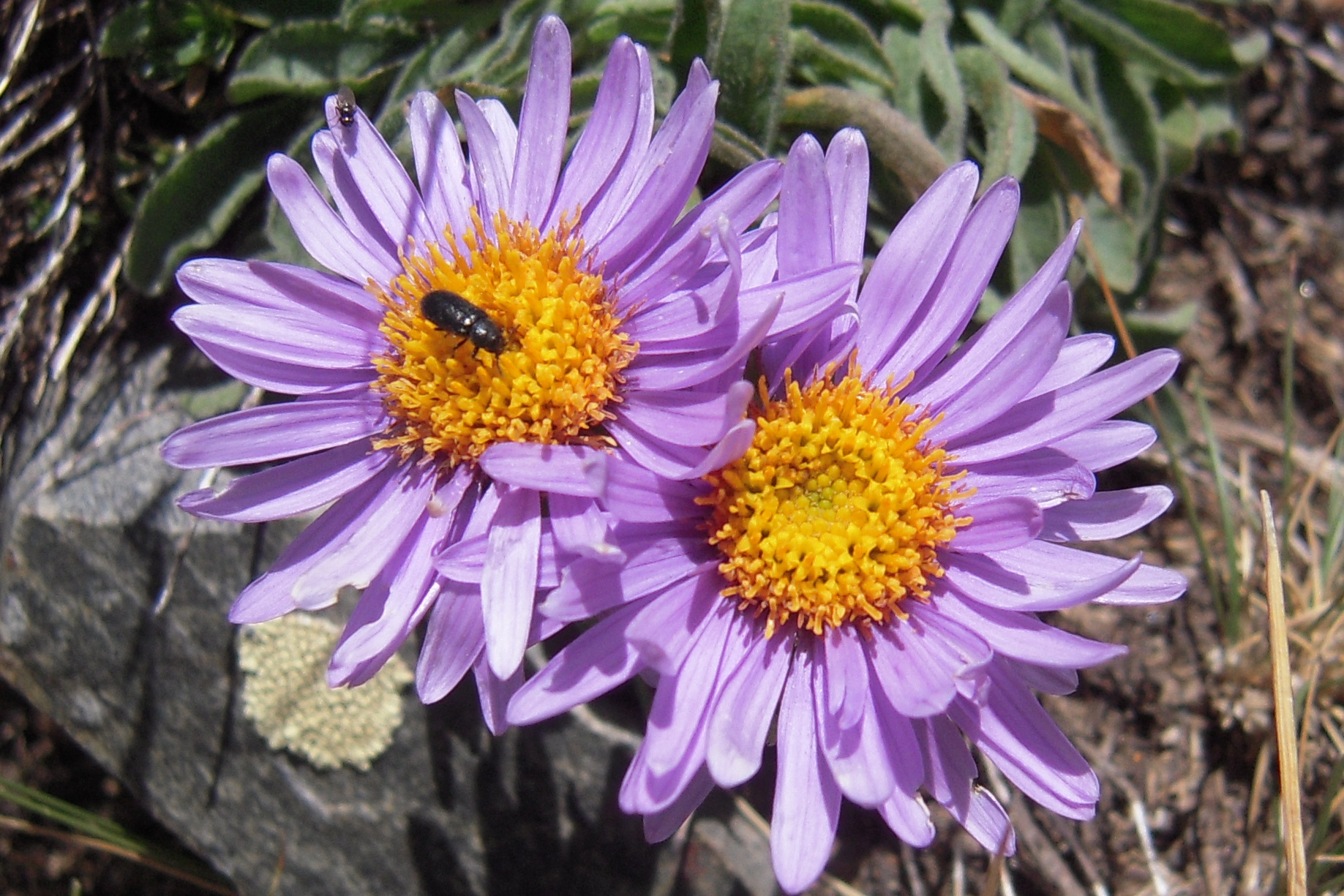
Aster amelle
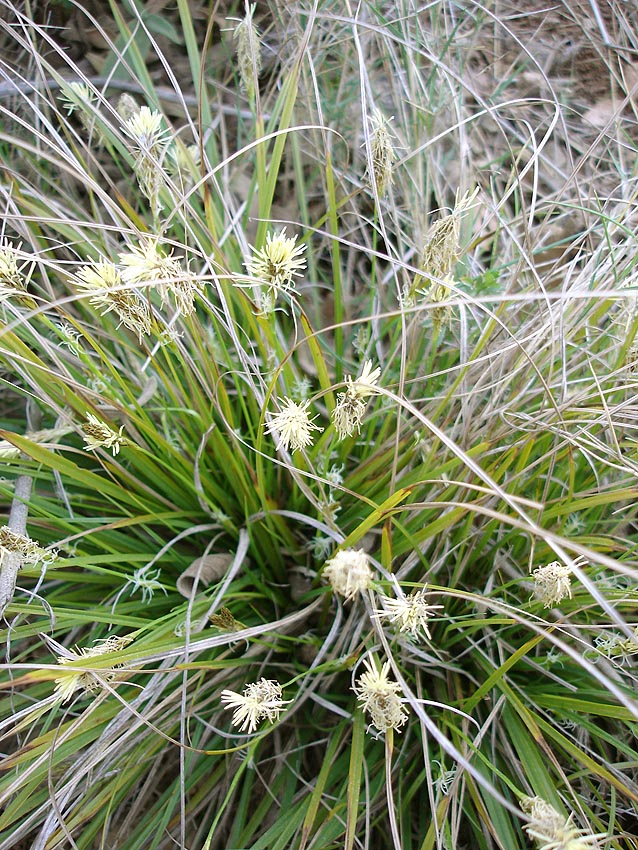
carex de Haller
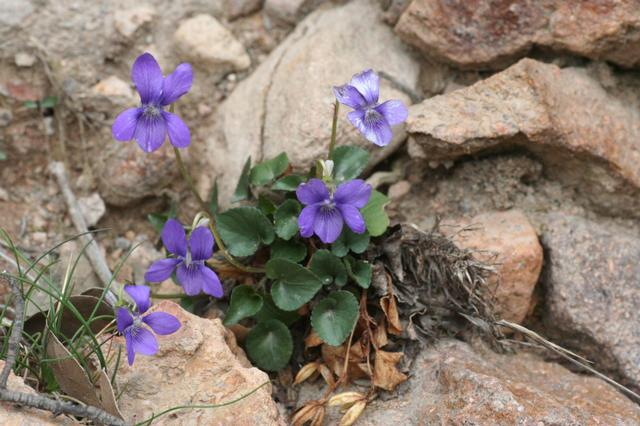
Violette des rochers
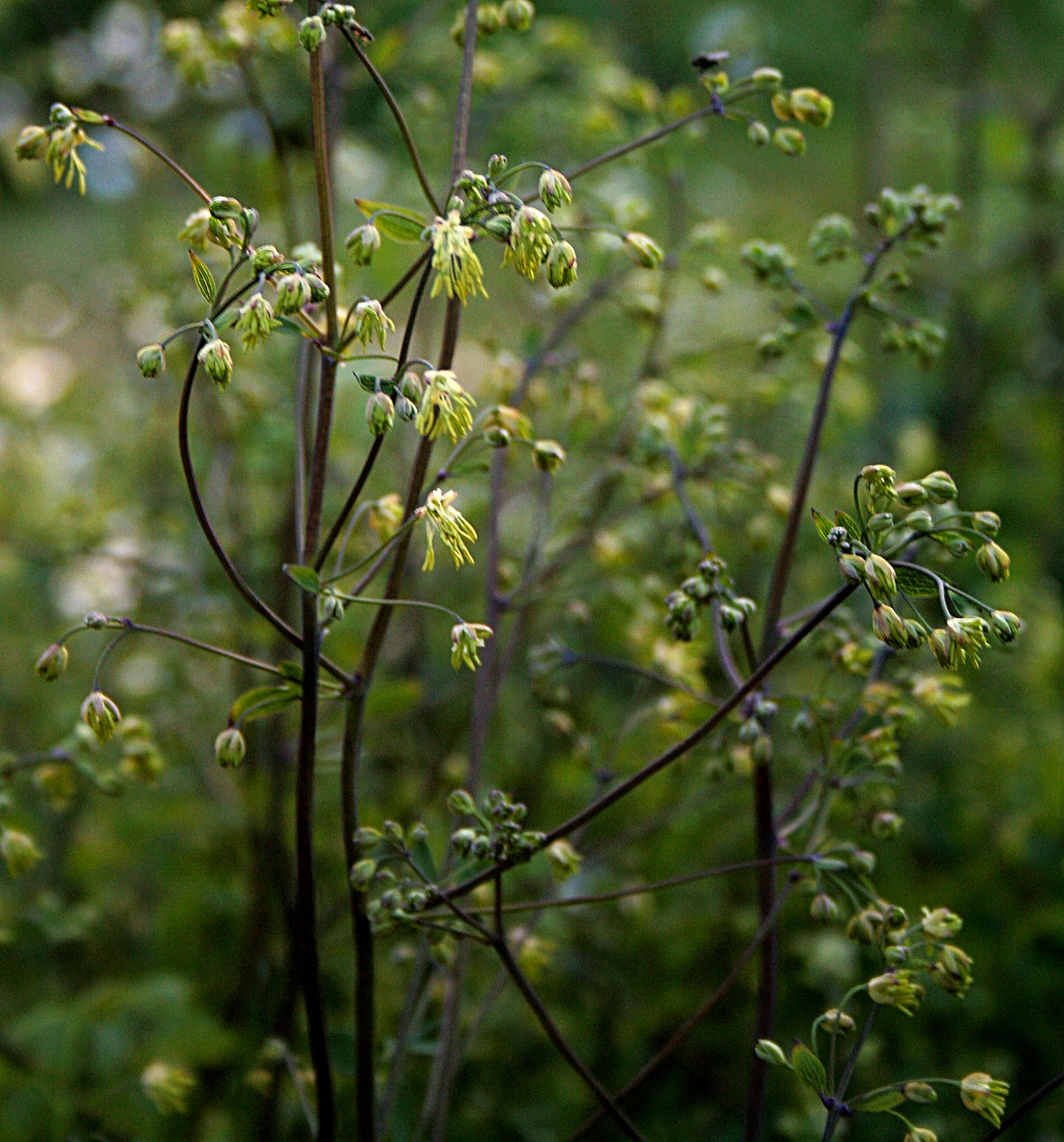
Petit pigamon

La ZNIEFF, de deuxième génération et de type 1, dénommée « Pelouses de la vallée d'Enfer et de la montagne des Justices », d'une superficie de 14 hectares, est située environ 2 km au nord-est du bourg d'Aulnay-la-Rivière. Son altitude varie entre 105 et 120 m. Il s'agit de pelouses sur sable entourées de fruticées, de boisements et d'anciennes plantations de pin sylvestre, dans un contexte de grande culture. Les coteaux concernés se développent parallèlement aux vallées de l'Essonne et de la Rimarde. Il s'agit d'un des plus vastes ensembles thermophiles et calcicoles du département du Loiret. Ces pelouses sont menacées à terme de fermeture. La colonisation ligneuse est la conséquence de l'arrêt de l'activité pastorale au début des années 1950. Peuvent être rencontrées sur site l'Inule herissée (Inula hirta), espèce en limite ouest de répartition et connue dans le Loiret uniquement sur les coteaux de l'Essonne, du lin de léon (Linum leonii) et du petit pigamon (Thalictrum minus), rare dans le Loiret.
La ZNIEFF, de deuxième génération et de type 1, dénommée « Pelouses et bois du chemin de Saint-Félix », d'une superficie de 3 hectares, occupe une petite butte à moins d'un kilomètre du bourg d'Aulnay-la-Rivière et face au hameau de Farault. Son altitude varie entre 100 et 115 m. Cette  zone  appartient  aux  formations  calcicoles  des  coteaux  de  l'Essonne.  Elle  se  situe  en  vis-à-vis  de  la  pelouse  de  Saint-Sulpice, au nord de la vallée. Ce site abrite des pelouses relictuelles en cours de fermeture par la fruticée. Des plantations de pins sylvestres ont par ailleurs été réalisées sur la zone. Dix espèces déterminantes, dont deux protégées, ont pu être observées sur le site.

#### Natura 2000
La commune d'Aulnay-la-Rivière est intégrée depuis 2004 au réseau Natura 2000. Le site « Vallée de l'Essonne et vallons voisins », qui concerne 19 communes du Loiret, est en effet déclaré site d'importance communautaire (SIC) au titre de la directive directive habitats (92/43/CEE) le 7 décembre 2004 puis zone spéciale de conservation (ZSC) le 29 novembre 2011,.
Le site, très éclaté, se compose d’une multitude d’îlots plus ou moins isolés, qui se répartissent sur une  surface de plus de 60 000 hectares, entre la vallée de la Juine à l’ouest et la vallée de l’Essonne à  l’est, dans la petite région naturelle du Pithiverais. Le site lui-même ne couvre qu’une surface de 969 hectares. Il s’agit d’un ensemble formé par les coteaux et les vallées qui constituent l’entité la plus étendue et la plus remarquable du Loiret au titre de la flore calcicole. On recense plusieurs espèces végétales en limite de leur aire de répartition (cardoncelle douce, baguenaudier). Les fonds de vallée de la ZSC renferment plusieurs vastes mégaphorbiaies et stations marécageuses. Outre les espèces thermophiles des pelouses, sont intégrées au site des espèces est-européennes également en limite d’aire de répartition comme l’inule hérissée et les pétasites. De manière complémentaire dans l’intérêt floristique, un très important cortège mycologiques, lichenique et entomologique a été identifié.
Selon le FSD (Formulaire Standard des Données), le site Natura 2000 est occupé par une diversité d’habitats inscrits a l’annexe 1, dont on retiendra tout particulièrement les pelouses sèches seminaturelles  et faciès d’embroussaillement sur calcaire. La présence de populations d'espèces d'insectes inscrites à l’annexe II de la directive 92/43/CEE comme le lucane cerf-volant (Lucanus cervus) ou l'écaille chinée (Euplagia quadripunctaria) et de poissons comme le chabot commun (Cottus gobio), la bouvière (Rhodeus amarus ) ou la lamproie de Planer (Lampetra planeri) caractérisent le site.
Le secteur d'Aulnay-la-Rivière comprend plusieurs noyaux du site Natura 2000 situés dans la vallée de l'Essonne où sont présents des éléments de forêt à aulne glutineux et frêne,.

Sélection de représentants de la faune de la zone Natura 2000 « Vallée de l'Essonne et vallons voisins ».
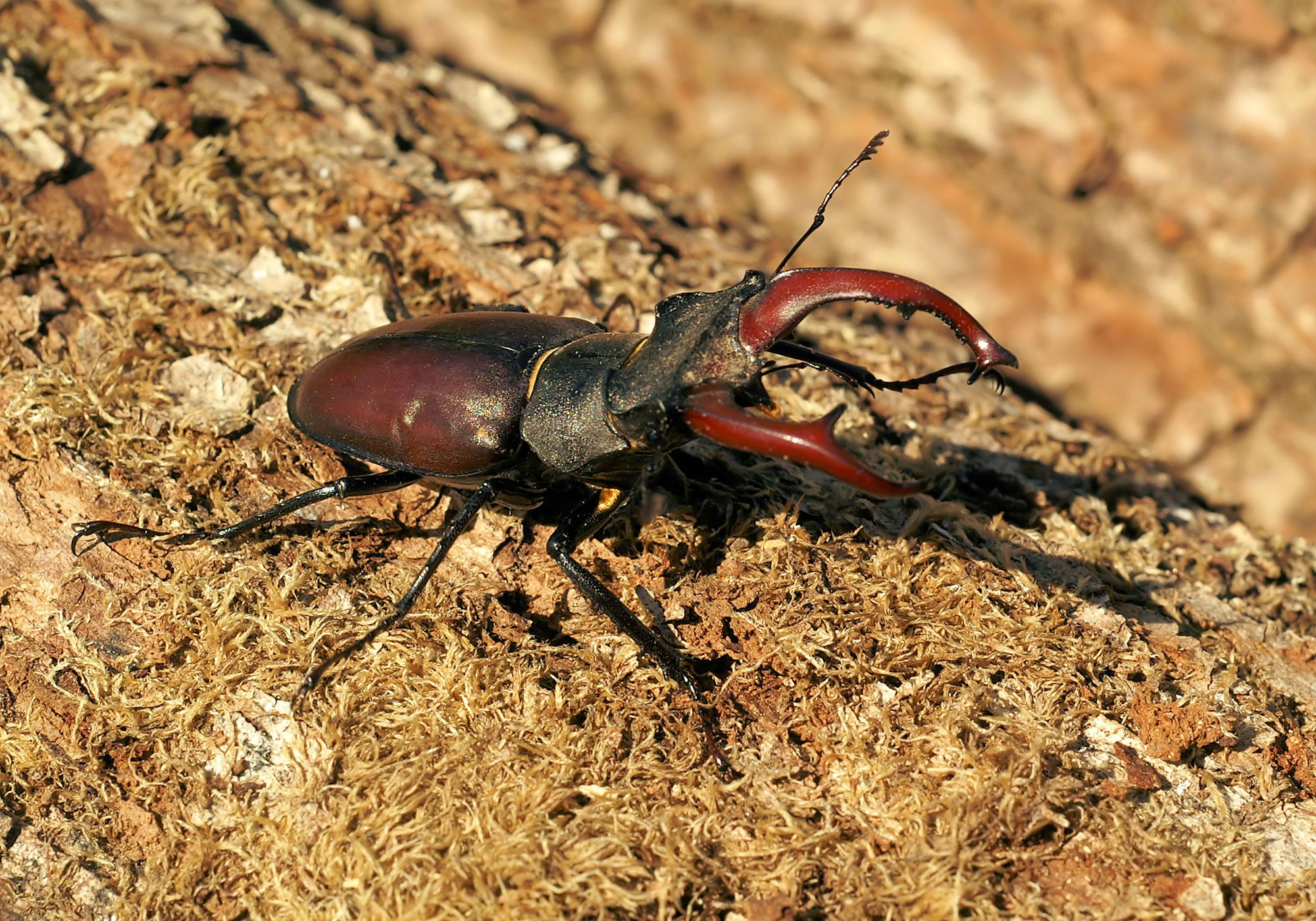
Lucane cerf-volant
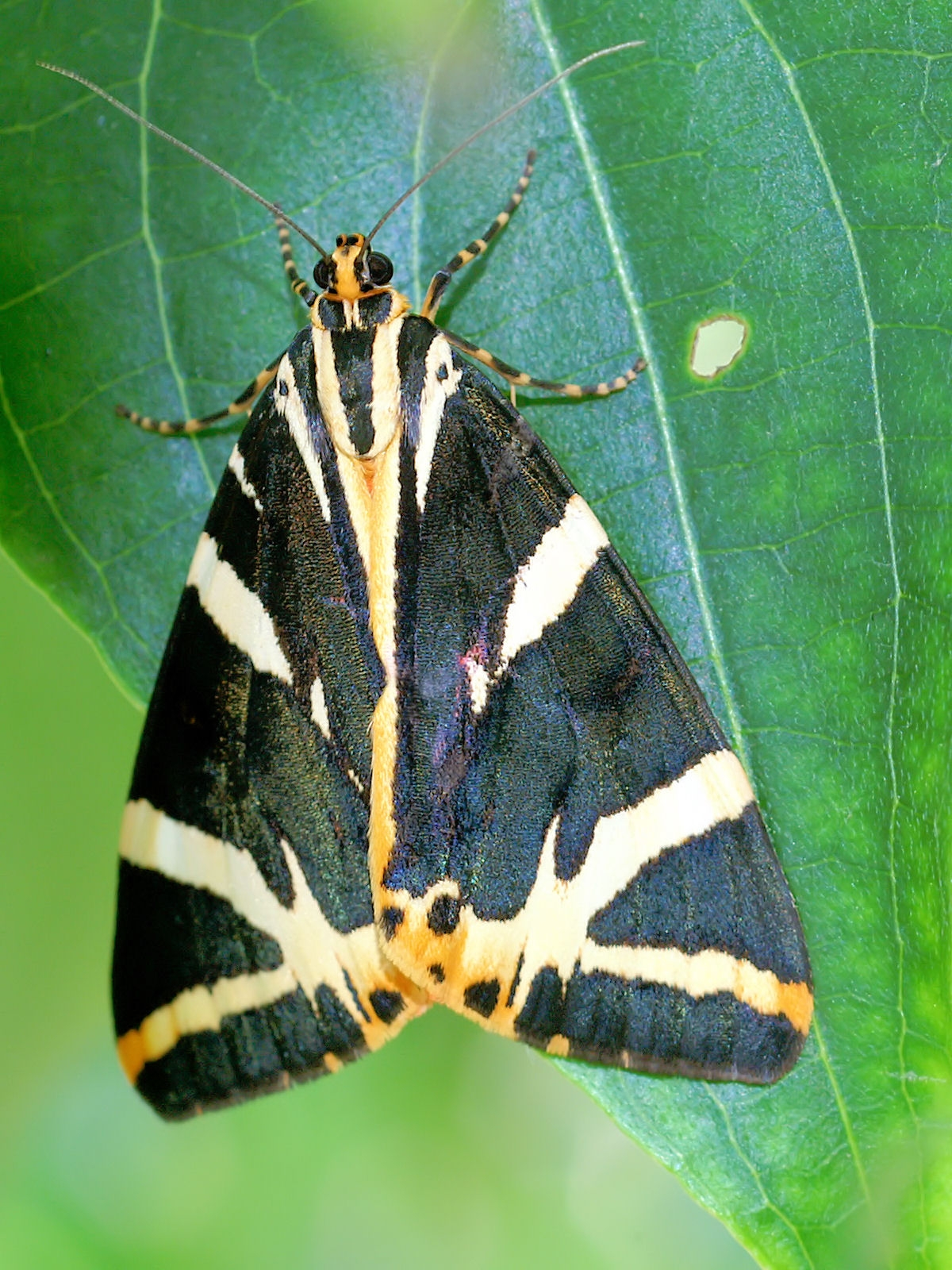
Écaille chinée
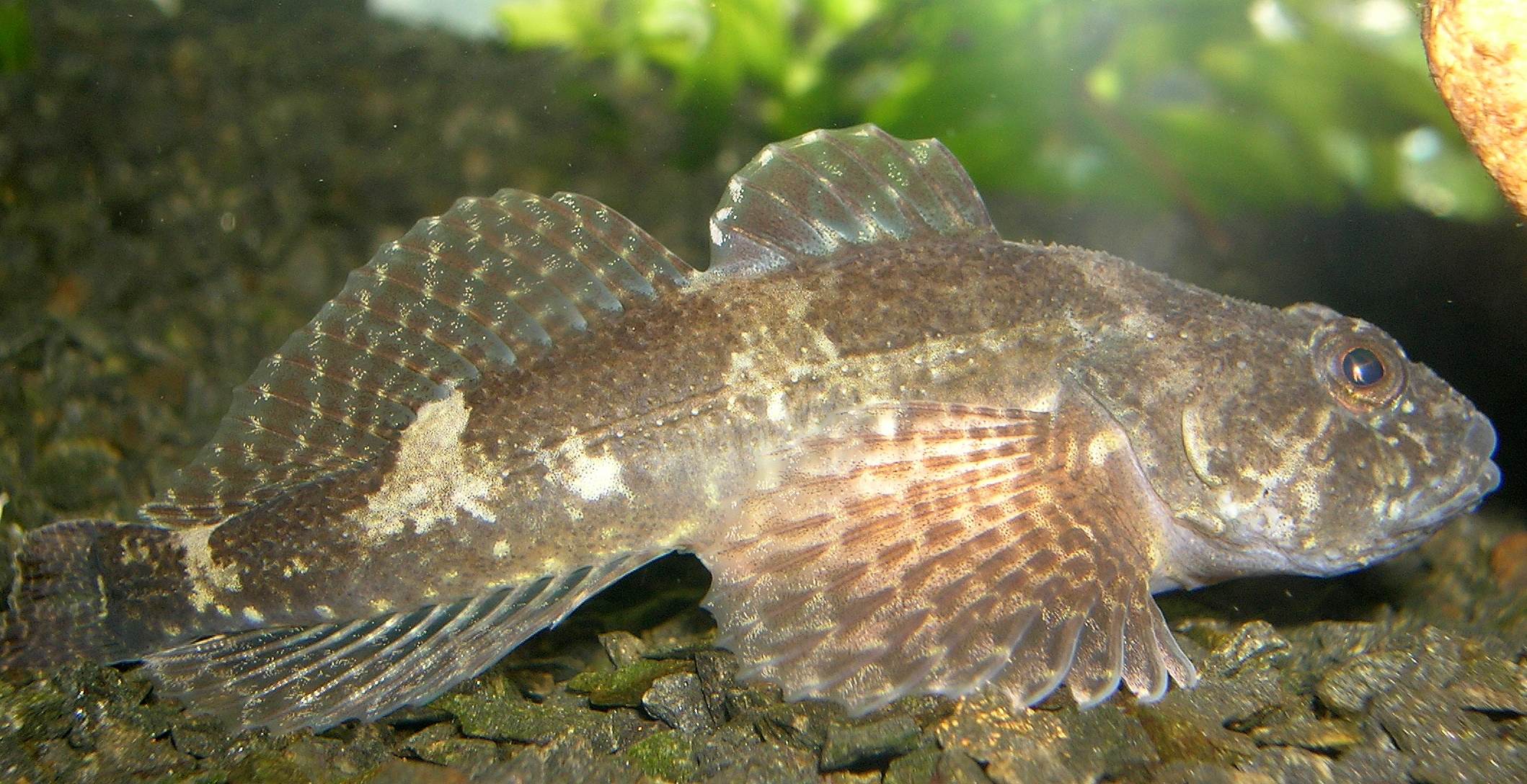
Chabot commun
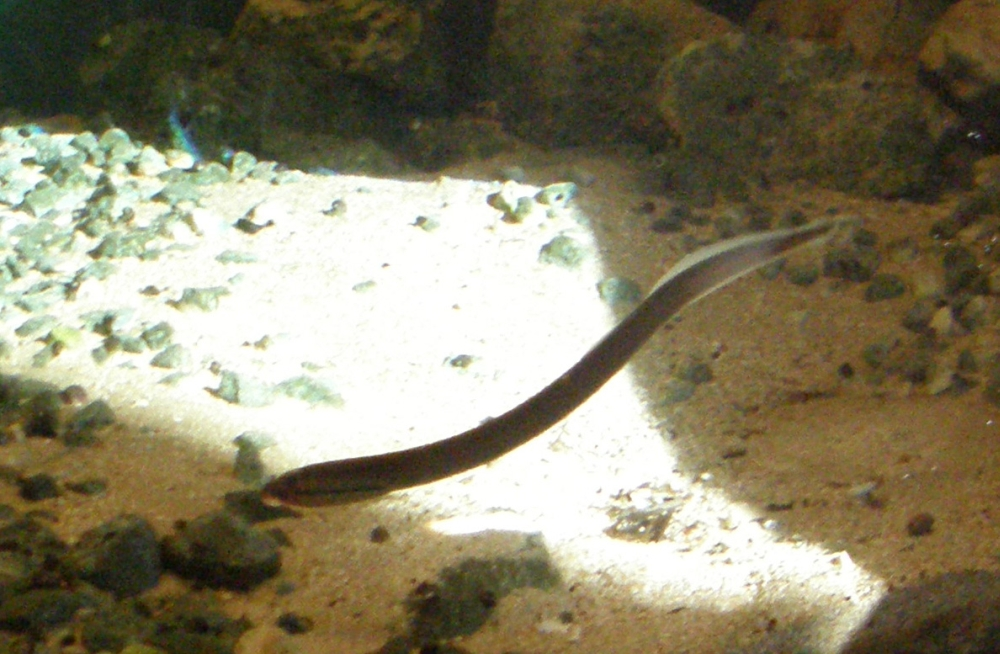
Lamproie de Planer

## Urbanisme

### Typologie
Au 1er janvier 2024, Aulnay-la-Rivière est catégorisée commune rurale à habitat dispersé, selon la nouvelle grille communale de densité à sept niveaux définie par l'Insee en 2022.
Elle est située hors unité urbaine et hors attraction des villes,.

### Occupation des sols
L'occupation des sols de la commune, telle qu'elle ressort de la base de données européenne d’occupation biophysique des sols Corine Land Cover (CLC), est marquée par l'importance des territoires agricoles (93,9 % en 2018), une proportion identique à celle de 1990 (93,9 %). La répartition détaillée en 2018 est la suivante : 
terres arables (84,6 %), zones agricoles hétérogènes (9,3 %), zones urbanisées (3,4 %), forêts (2,7 %).
L’évolution de l’occupation des sols de la commune et de ses infrastructures peut être observée sur les différentes représentations cartographiques du territoire : la carte de Cassini (XVIIIe siècle), la carte d'état-major (1820-1866) et les cartes ou photos aériennes de l'IGN pour la période actuelle (1950 à aujourd'hui).

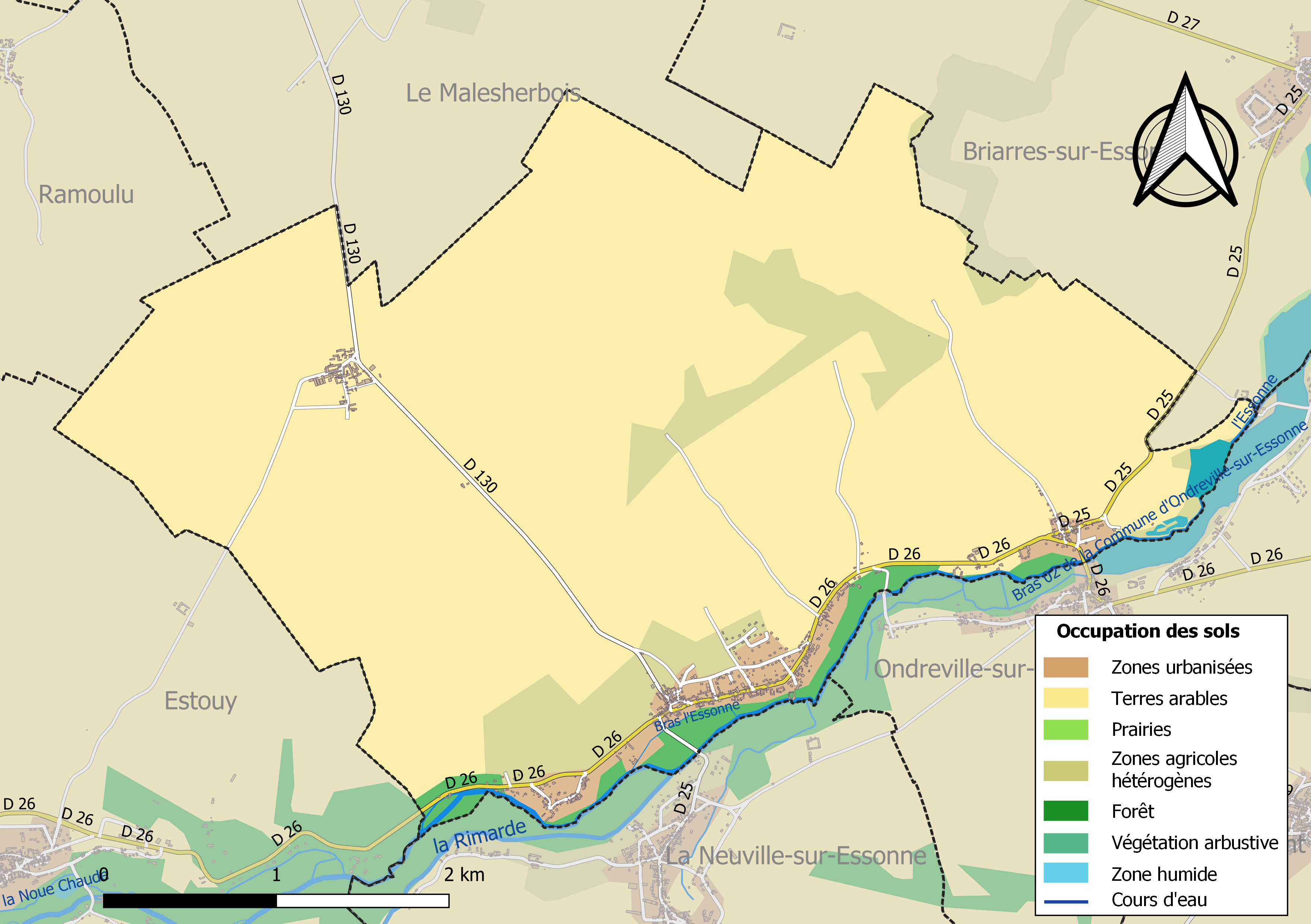
Carte des infrastructures et de l'occupation des sols en 2018 (CLC) de la commune en 2018.
Carte orthophotographique de la commune en 2016.

### Risques naturels et technologiques
La commune d'Aulnay-la-Rivière est vulnérable à différents aléas naturels : inondations (par débordement de l'Essonne), climatiques (hiver exceptionnel ou canicule), mouvements de terrains ou sismique (sismicité très faible). Elle est également exposée à un risque technologique : le risque de transport de matières dangereuses. 
Entre 1989 et 2019, deux arrêtés ministériels ayant porté reconnaissance de catastrophe naturelle ont été pris pour le territoire de la commune  pour des inondations et coulées de boues.

#### Risques naturels

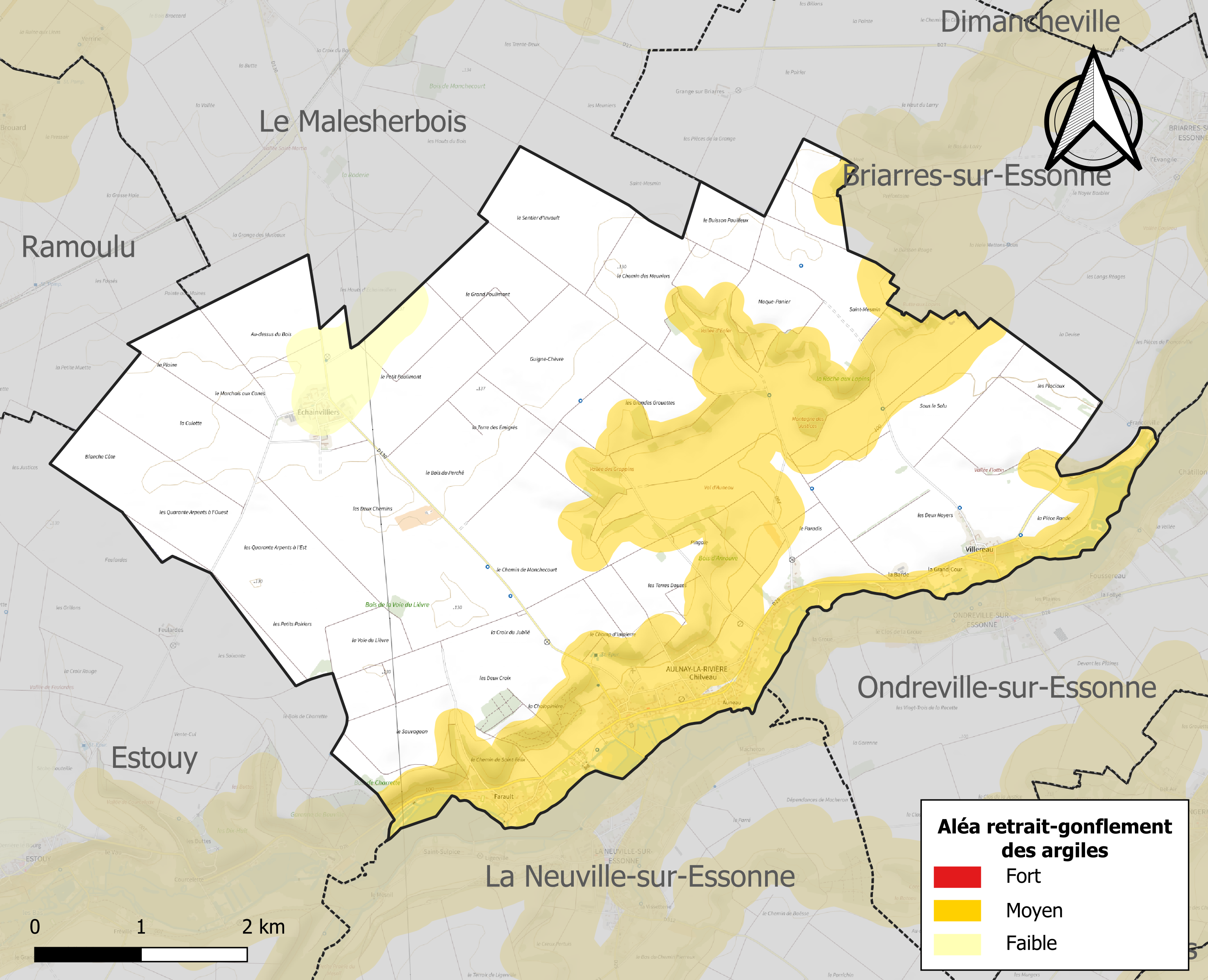
Carte de l'aléa retrait-gonflement des argiles concernant la commune d'Aulnay-la-Rivière

Certaines parties du territoire communal sont exposées aux crues de l'Essonne. Le risque d'inondation est pris en compte dans l'aménagement du territoire de la commune par le biais du Plan de prévention du risque inondation (PPRI) de la vallée de l'Essonne le 18 juin 2012 par arrêté inter-préfectoral.
Le territoire de la commune peut également être concerné par un risque d'effondrement de cavités souterraines non connues. Une cartographie départementale de l'inventaire des cavités souterraines et des désordres de surface a été réalisée. Il a été recensé sur la commune plusieurs effondrements de cavités.
Par ailleurs, le sol du territoire communal peut faire l'objet de mouvements de terrain liés à la sécheresse. Le phénomène de retrait-gonflement des argiles est la conséquence d'un changement d'humidité des sols argileux. Les argiles sont capables de fixer l'eau disponible mais aussi de la perdre en se rétractant en cas de sécheresse. Ce phénomène peut provoquer des dégâts très importants sur les constructions (fissures, déformations des ouvertures) pouvant rendre inhabitables certains locaux. Celui-ci a particulièrement affecté le Loiret après la canicule de l'été 2003. Une grande partie du territoire de la commune est soumis à un aléa « moyen » face à ce risque, selon l'échelle définie par le Bureau de recherches géologiques et minières (BRGM).
Depuis le 22 octobre 2010, la France dispose d’un nouveau zonage sismique divisant le territoire national en cinq zones de sismicité croissante. La commune, à l’instar de l’ensemble du département,  est concernée par un risque très faible.

#### Risques technologiques
La commune est concernée par le risque de transport de matières dangereuses, en raison du passage sur son territoire d'un gazoduc,,.

## Toponymie
Les mentions anciennes de la localité sont : Alnetum 1225, Alnetum riparie 1350, Aunoy 1370, Aunay-le-Rivière v. 1787.
Selon E. Nègre les Aulnay tirent leur étymologie de alnetum, mot composé du latin alnus "aulne" +  suff. collectif -etum, d'où "bois d'aunes, aunaie",. L'aulnaie est le lieu où poussent des aulnes. Ce sont des arbres des lieux humides. Le terme « aulne » est assez récent : l'arbre s'appelait auparavant, en gaulois, verne ou vergne et cette appellation a subsisté au sud de la Loire.

## Histoire
En 1921, un sarcophage mérovingien a été découvert au lieu-dit Le Paradis.
Au XIIe siècle, la seigneurie d'Aulnay-la-Rivière dépendait en partie de la Châtellenie de Yèvre-le-Châtel, partie d’Augerville-la-Rivière, ancienne dépendance de Grez-sur-Loing et de Nemours.
Aulnay-la-Rivière a absorbé l'ancienne commune de Villereau en 1821.

## Politique et administration

### Découpage territorial

#### Bloc communal: Commune et intercommunalités
La paroisse d'Aulnay-la-Rivière acquiert le statut de municipalité avec le  décret du 12 novembre 1789 de l'Assemblée Nationale puis celui de « commune », au sens de l'administration territoriale actuelle, par le décret de la Convention nationale du 10 brumaire an II (31 octobre 1793). Il faut toutefois attendre la loi du 5 avril 1884 sur l'organisation municipale pour qu'un régime juridique uniforme soit défini pour toutes les communes de France, point de départ de l’affirmation progressive des communes face au pouvoir central.
Aucun événement de restructuration majeure du territoire, de type suppression, cession ou réception de territoire, n'a affecté la commune depuis sa création.
La commune est membre de la Communauté de communes des Terres puiseautines depuis sa création le 25 novembre 2004 jusqu'en 2017, un établissement public de coopération intercommunale issu de la transformation en communauté de communes du S.I.Vo.M du secteur d'aménagement de Puiseaux, créé en novembre 1968. Depuis le 1er janvier 2017, la commune est membre de la Communauté de communes du Pithiverais-Gâtinais, issue de la fusion de la communauté de communes du Beaunois, de la communauté de communes des Terres puiseautines étendue à la commune nouvelle Le Malesherbois.

#### Personnalités élues par circonscription électorale de rattachement
Au-delà du maire, premier magistrat administrant la commune, les personnalités élues dont le mandat est relatif à une collectivité à laquelle est rattachée la commune d'Aulnay-la-Rivière et représentant donc le territoire communal au sein de chacune de ces collectivités  sont les suivantes :
| Élections       | Élections                     | Circonscription électorale                     | Élu de la circonscription        | Élu de la circonscription | Élu de la circonscription | Élu de la circonscription |
| Niveau          | Type                          | Circonscription électorale                     | Titre                            | Nom                       | Début de mandat           | Fin de mandat             |
| --------------- | ----------------------------- | ---------------------------------------------- | -------------------------------- | ------------------------- | ------------------------- | ------------------------- |
| Groupe communal | Municipales et communautaires | Commune d'Aulnay-la-Rivière                    | Maire                            | Véronique Levy            | 2014                      | 2020                      |
| Groupe communal | Municipales et communautaires | Communauté de communes du Pithiverais-Gâtinais | Présidente de l'intercommunalité | Delmira Dauvilliers       | 2017                      | 2020                      |
| Département     | Départementales               | Canton de Malesherbes                          | Conseillère départementale       | Agnès Chantereau          | 29 mars 2015              | 2021                      |
| Département     | Départementales               | Canton de Malesherbes                          | Conseiller départemental         | Michel Guérin             | 29 mars 2015              | 2021                      |
| Région          | Régionales                    | Région Centre-Val de Loire                     | Président du conseil régional    | François Bonneau          | 18 décembre 2015          | 2021                      |
| Pays            | Législatives                  | 5e circonscription                             | Députée                          | Marianne Dubois           | 18 juin 2017              | juin 2022                 |

#### Circonscriptions de rattachement
Sous l'Ancien Régime, à la veille des États généraux de 1789, la paroisse d'Aulnay-la-Rivière était rattachée sur le plan ecclésiastique à l'ancien diocèse d'Orléans, sur le plan judiciaire au bailliage d'Orléans , sur le plan militaire au gouvernement d'Orléans et sur le plan administratif à la généralité d'Orléans, élection de Pithiviers.
La loi du 22 décembre 1789 divise le pays en 83 départements découpés chacun en six à neuf districts eux-mêmes découpés en cantons regroupant des communes. Les districts, tout comme les départements, sont le siège d’une administration d’État et constituent à ce titre des circonscriptions administratives. La commune d'Aulnay-la-Rivière est alors incluse dans le canton de Puiseaux, le district de Pithiviers et le département du Loiret.
La recherche d’un équilibre entre la volonté d’organiser une administration dont les cadres permettent l’exécution et le contrôle des lois d’une part, et la volonté d’accorder une certaine autonomie aux collectivités de base (paroisses, bourgs, villes) d’autre part, s’étale de 1789 à 1838. Les découpages territoriaux évoluent ensuite au gré des réformes visant à décentraliser ou recentraliser l'action de l'État. La régionalisation fonctionnelle des services de l'État (1945-1971) aboutit à la création de régions. L'acte I de la décentralisation de 1982-1983 constitue une étape importante en donnant l'autonomie aux collectivités territoriales, régions, départements et communes. L'acte II intervient en 2003-2006, puis l'acte III en 2012-2015.
Le tableau suivant présente les rattachements, au niveau infra-départemental, de la commune d'Aulnay-la-Rivière aux différentes circonscriptions administratives et électorales ainsi que l'historique de l'évolution de leurs territoires.
| Circonscription             | Nom                | Période   | Type                         | Évolution du découpage territorial |
| --------------------------- | ------------------ | --------- | ---------------------------- | --- |
| District                    | Pithiviers         | 1790-1795 | Administrative               | La commune est rattachée au district de Pithiviers de 1790 à 1795,. La Constitution du 5 fructidor an III, appliquée à partir de vendémiaire an IV (1795) supprime les districts, rouages administratifs liés à la Terreur, mais maintient les cantons qui acquièrent dès lors plus d'importance. |
| Canton                      | Puiseaux           | 1790-1801 | Administrative et électorale | Le 10 février 1790, la municipalité d'Aulnay-la-Rivière est rattachée au canton de Puiseaux. Les cantons acquièrent une fonction administrative avec la disparition des districts en 1795. |
| Canton                      | Puiseaux           | 1801-2015 | Administrative et électorale | Sous le Consulat, un redécoupage territorial visant à réduire le nombre de justices de paix ramène le nombre de cantons dans le Loiret de 59 à 31. Aulnay-la-Rivière est alors rattachée par arrêté du 9 vendémiaire an X (30 septembre 1801) au canton de Puiseaux,. |
| Canton                      | Malesherbes        | 2015-     | Électorale                   | La loi du 17 mai 2013 et ses décrets d'application publiés en février et mars 2014 introduisent un nouveau découpage territorial pour les élections départementales. La commune est alors rattachée au nouveau canton de Malesherbes. Depuis cette réforme, plus aucun service de l'État n'exerce sa compétence sur un territoire s'appuyant sur le nouveau découpage cantonal. Le canton a disparu en tant que circonscription administrative de l'État ; il est désormais uniquement une circonscription électorale dédiée à l'élection d'un binôme de conseillers départementaux siégeant au conseil départemental. |
| Arrondissement              | Pithiviers         | 1801-1926 | Administrative               | Aulnay-la-Rivière est rattachée à l'arrondissement de Pithiviers par arrêté du 9 vendémiaire an X (30 septembre 1801),. |
| Arrondissement              | Orléans            | 1926-1942 | Administrative               | Sous la Troisième République, en raison d'un endettement considérable et de l'effort nécessaire pour la reconstruction post-Première Guerre mondiale, la France traverse une crise financière. Pour réduire les dépenses de l’État, Raymond Poincaré fait voter plusieurs décrets-lois réformant en profondeur l’administration française : 106 arrondissements sont ainsi supprimés, dont ceux de Gien et de Pithiviers dans le Loiret par décret du 10 septembre 1926. Aulnay-la-Rivière est ainsi transférée de l'arrondissement de Pithiviers à celui d'Orléans,.                                                  |
| Arrondissement              | Pithiviers         | 1942-     | Administrative               | La loi du 1er juin 1942 rétablit l'arrondissement de Pithiviers. Aulnay-la-Rivière est alors à nouveau rattachée à l'arrondissement de Pithiviers. |
| Circonscription législative | 5e circonscription | 2010-     | Électorale                   | Lors du découpage législatif de 1986, le nombre de circonscriptions législatives passe dans le Loiret de 4 à 5. Un nouveau redécoupage intervient en 2010 avec la loi du 23 février 2010. En attribuant un siège de député « par tranche » de 125 000 habitants, le nombre de circonscriptions par département varie désormais de 1 à 21,. Dans le Loiret, le nombre de circonscriptions passe de cinq à six. La réforme n'affecte pas Aulnay-la-Rivière qui reste rattachée à la cinquième circonscription. |

#### Collectivités de rattachement
La commune d'Aulnay-la-Rivière est rattachée au département du Loiret et à la région Centre-Val de Loire, à la fois circonscriptions administratives de l'État et collectivités territoriales.

### Politique et administration municipales

#### Conseil municipal et maire
Depuis les élections municipales de 2014, le conseil municipal  d'Aulnay-la-Rivière, commune de moins de 1 000 habitants, est élu au scrutin majoritaire plurinominal à deux tours, les électeurs pouvant modifier les listes, panacher, ajouter ou supprimer des candidats sans que le vote soit nul,  pour un mandat de six ans renouvelable. Il est composé de 15 membres. L'exécutif communal, est constitué par le maire, élu par le conseil municipal, parmi ses membres, pour un mandat de six ans, c'est-à-dire pour la durée du mandat du conseil.
| Période                                  | Période  | Identité        | Étiquette | Qualité                           |
| ---------------------------------------- | -------- | --------------- | --------- | --------------------------------- |
| mars 2001                                | En cours | Véronique Levy, |           | ancienne profession intermédiaire |
| Les données manquantes sont à compléter. |          |                 |           |                                   |

### Finances
En 2011, la commune disposait d’un budget de 288 000 € dont 229 000 € de fonctionnement et 59 000 € d'investissement, en augmentation de 33 % par rapport à 2005.
Le budget de fonctionnement était financé à hauteur de 44,5 % par les impôts locaux, 12,1 % par d'autres impôts et taxes et 15,5 % par la dotation globale de fonctionnement. Ces indicateurs étaient cette même année pour les communes de la même strate, de 500 à 2 000 habitants, respectivement de 36,3 %, 5 % et 23,6 %.
Les taux d’imposition fixés par la commune étaient de 8,1 % pour la taxe d'habitation, de 13,2 % pour la taxe foncière sur le bâti et 32,5 % pour la taxe foncière sur le non-bâti. Les taux de la strate des communes de 500 à 2 000 habitants étaient respectivement de 11,4 %, 15,8 % et 46 %.
Le taux de la cotisation foncière des entreprises, qui a remplacé la taxe professionnelle en 2010, fixé par l’intercommunalité, était de 18,8 %.
La dette cumulée de la commune s’élevait au 31 décembre 2011 à 76 000 €, soit 142 € par habitant.  La dette moyenne par habitant de la strate des communes de 500 à 2 000 habitants s'élevait quant à elle en 2011 à 592 €.
| Année | Population | Fonctionnement   | Fonctionnement  | Fonctionnement   | Investissements    | Investissements | Autofinancement | Endettement              | Endettement                              | Fiscalité | Fiscalité | Fiscalité | Fiscalité | Fiscalité                     | Fiscalité                     | Fiscalité              |
| Année | Population | Produits (en k€) | Charges (en k€) | Résultat (en k€) | Ressources (en k€) | Emplois (en k€) | CAF (en k€)     | encours au 31/12 (en k€) | encours par habitant (en € par habitant) | TH        | TFb       | TFnb      | Tpfa      | Potentiel fiscal par habitant | Potentiel fiscal par habitant | Produits impôts locaux |
| Année | Population | Produits (en k€) | Charges (en k€) | Résultat (en k€) | Ressources (en k€) | Emplois (en k€) | CAF (en k€)     | encours au 31/12 (en k€) | encours par habitant (en € par habitant) | TH        | TFb       | TFnb      | Tpfa      | commune                       | strate                        |                        |
| --- | ---------- | ---------------- | --------------- | ---------------- | ------------------ | --------------- | --------------- | ------------------------ | ---------------------------------------- | --------- | --------- | --------- | --------- | ----------------------------- | ----------------------------- | ---------------------- |
| 2005 | 507        | 198              | 166             | 32               | 19                 | 43              | 32              | 0                        | 0                                        | 8 %       | 13 %      | 32 %      | 0 %       | 396                           | 456                           | 123                    |
| 2006 | 507        | 192              | 152             | 40               | 59                 | 75              | 40              | 0                        | 0                                        | 8 %       | 13 %      | 32 %      | 0 %       | 381                           | 470                           | 117                    |
| 2007 | 507        | 198              | 150             | 48               | 29                 | 16              | 48              | 0                        | 0                                        | 8 %       | 13 %      | 32 %      | 0 %       | 391                           | 487                           | 120                    |
| 2008 | 507        | 174              | 165             | 9                | 29                 | 82              | 9               | 0                        | 0                                        | 8 %       | 13 %      | 32 %      | 0 %       | 399                           | 497                           | 125                    |
| 2009 | 532        | 200              | 173             | 27               | 108                | 48              | 27              | 0                        | 0                                        | 8 %       | 13 %      | 32 %      | 0 %       | 432                           | 518                           | 128                    |
| 2010 | 534        | 200              | 210             | -10              | 131                | 158             | -10             | 95                       | 178                                      | 8,1 %     | 13,2 %    | 32,5 %    | 0 %       | 441                           | 527                           | 131                    |
| 2011 | 537        | 229              | 214             | 14               | 59                 | 30              | 17              | 76                       | 142                                      | 8,1 %     | 13,2 %    | 32,5 %    | 0 %       | 0                             | 0                             | 136                    |
| Notes : CAF = Capacité d'autofinancement nette du remboursement en capital des emprunts, TH = Taux de la taxe d'habitation, TFb = taux de la taxe sur le foncier bâti, TFnb = taux de la taxe sur le foncier non bâti, Tpfa = Taxe professionnelle (fiscalité additionnelle) |            |                  |                 |                  |                    |                 |                 |                          |                                          |           |           |           |           |                               |                               |                        |

## Équipements et services

### Environnement

#### Gestion des déchets
Au 31 décembre 2016, la commune est membre du SITOMAP de la région Pithiviers, créé en 1968. Celui-ci assure la collecte et le traitement des ordures ménagères résiduelles, des emballages ménagers recyclables  et des encombrants en porte à porte et du verre en points d’apport volontaire. Un réseau de huit déchèteries accueille les encombrants et autres déchets spécifiques (déchets verts, déchets dangereux, gravats, ferraille, cartons…). La déchèterie la plus proche de la commune est située sur la commune de Puiseaux.
L'élimination et la valorisation énergétique des déchets ménagers et de ceux issus de la collecte sélective sont effectuées dans l'outil de traitement appelé BEGEVAL, installé à Pithiviers et géré par le syndicat de traitement Beauce Gâtinais Valorisation (BGV) qui regroupe le territoire des trois syndicats de collecte : SMETOM, SITOMAP et SIRTOMRA. Cet outil est composé d’un centre de valorisation matière qui trie les emballages issus de la collecte sélective, les journaux-magazines et les cartons de déchèteries, et d’un centre de valorisation énergétique qui incinère les ordures ménagères résiduelles et le tout-venant incinérable des déchèteries ainsi que les refus du centre de tri.
Depuis le 1er janvier 2017, la « gestion des déchets ménagers » ne fait plus partie des compétences de la commune mais est une compétence obligatoire de la communauté de communes du Pithiverais-Gâtinais en application de la loi NOTRe du 7 août 2015.

#### Production et distribution d'eau
Le service public d’eau potable est une compétence obligatoire des communes depuis l’adoption de la loi du 30 décembre 2006 sur l’eau et les milieux aquatiques. Au 31 décembre 2016, la production et la distribution de l'eau potable sur le territoire communal sont assurées par la commune elle-même.
La loi NOTRe du 7 août 2015 prévoit que le transfert des compétences « eau et assainissement » vers les communautés de communes sera obligatoire à compter du 1er janvier 2020. Le transfert d’une compétence entraîne  de  facto la mise à disposition gratuite de plein droit des biens, équipements et services publics utilisés, à la date du transfert, pour l'exercice de ces compétences et la substitution de la communauté dans les droits et obligations des communes,.

#### Assainissement
La compétence assainissement, qui recouvre obligatoirement la collecte, le transport et l’épuration des eaux usées, l’élimination des boues produites, ainsi que le contrôle des raccordements aux réseaux publics de collecte, est assurée par la commune. La commune est raccordée à une station d'épuration située sur le territoire communal, mise en service le 25 novembre 2012 et dont la capacité nominale de traitement est de  200 EH, soit 30 m3/jour. Cet équipement utilise un procédé d'épuration de type lagunage naturel,.
L’assainissement non collectif (ANC) désigne les installations individuelles de traitement des eaux domestiques qui ne sont pas desservies par un réseau public de collecte des eaux usées et qui doivent en conséquence traiter elles-mêmes leurs eaux usées avant de les rejeter dans le milieu naturel. Depuis le 1er janvier 2017, la communauté de communes du Pithiverais-Gâtinais, issue de la fusion de la communauté de communes du Beaunois, de la communauté de communes des Terres puiseautines étendue à la commune nouvelle Le Malesherbois, assure le service public d'assainissement non collectif (SPANC). Celui-ci a pour mission de vérifier la bonne exécution des travaux de réalisation et de réhabilitation, ainsi que le bon fonctionnement et l’entretien des installations,.

## Population et société

### Démographie
L'évolution du nombre d'habitants est connue à travers les recensements de la population effectués dans la commune depuis 1793. Pour les communes de moins de 10 000 habitants, une enquête de recensement portant sur toute la population est réalisée tous les cinq ans, les populations de référence des années intermédiaires étant quant à elles estimées par interpolation ou extrapolation. Pour la commune, le premier recensement exhaustif entrant dans le cadre du nouveau dispositif a été réalisé en 2008.

En 2022, la commune comptait 505 habitants, en évolution de −0,98 % par rapport à 2016 (Loiret : +1,89 %, France hors Mayotte : +2,11 %).
| 1793 | 1800 | 1806 | 1821 | 1831 | 1836 | 1841 | 1846 | 1851 |
| ---- | ---- | ---- | ---- | ---- | ---- | ---- | ---- | ---- |
| 439  | 420  | 419  | 470  | 586  | 640  | 630  | 604  | 640  |

| 1856 | 1861 | 1866 | 1872 | 1876 | 1881 | 1886 | 1891 | 1896 |
| ---- | ---- | ---- | ---- | ---- | ---- | ---- | ---- | ---- |
| 642  | 657  | 643  | 626  | 634  | 652  | 631  | 613  | 564  |

| 1901 | 1906 | 1911 | 1921 | 1926 | 1931 | 1936 | 1946 | 1954 |
| ---- | ---- | ---- | ---- | ---- | ---- | ---- | ---- | ---- |
| 535  | 533  | 549  | 471  | 485  | 488  | 459  | 426  | 387  |

| 1962 | 1968 | 1975 | 1982 | 1990 | 1999 | 2006 | 2008 | 2013 |
| ---- | ---- | ---- | ---- | ---- | ---- | ---- | ---- | ---- |
| 372  | 340  | 362  | 388  | 464  | 492  | 512  | 518  | 512  |

| 2018 | 2022 | - | - | - | - | - | - | - |
| ---- | ---- | - | - | - | - | - | - | - |
| 502  | 505  | - | - | - | - | - | - | - |

### Enseignement
Aulnay-la-Rivière se situe dans l'Académie d'Orléans-Tours (Zone B) et dans la circonscription de Pithiviers.
L'école élémentaire accueille les élèves de la commune.

## Culture locale et patrimoine

### Lieux et monuments

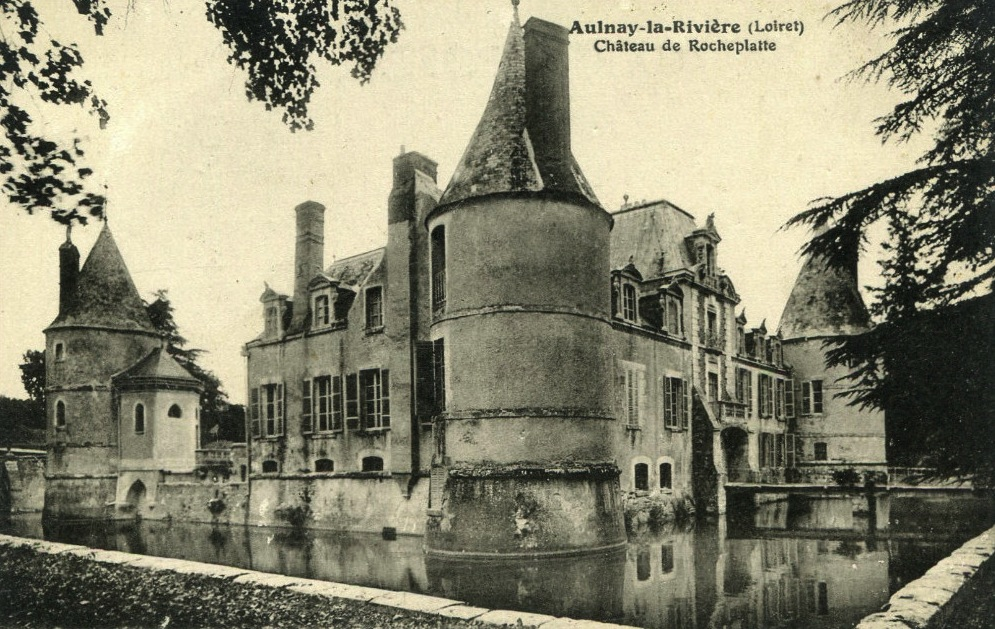
Le château de Rocheplatte.

- Le château de Rocheplatte datant de 1726, construit sur les ruines de l'ancienne forteresse des Grèves datant de 1060, partiellement classé monument historique le 30 octobre 1973[119] ;
- L'église Saint-Martin du XIXe siècle ;
- Les rives de l'Essonne.

### Personnalités liées à la commune
- Louis Drouin de Rocheplatte (1767-1852), militaire et personnalité politique française, a été propriétaire du château de Rocheplatte[120].

### Héraldique
| Blason d'Aulnay-la-Rivière.svg | Les armes d'Aulnay-la-Rivière se blasonnent ainsi : Parti : au premier d'argent aux deux aulnes de sinople l'un sur l'autre, au second de sable au lion d'argent. |